# 97e division d'infanterie (États-Unis)
Pour les articles homonymes, voir 97e division.
La 97e division d'infanterie (97th Infantry Division) est une division d'infanterie de l'US Army, créée à l'occasion de la Première Guerre mondiale puis refondée lors de la Seconde Guerre mondiale. 
Elle apparaît le 5 septembre 1918, à la fin du premier conflit mondial et disparaît dès le 20 novembre, dès lors que l'armistice du 11 novembre 1918 a mis fin à la nécessité d'entretenir les nombreuses divisions américaines créées depuis deux ans. De ce fait, elle ne connaît pas le combat. Elle est remobilisée le 25 février 1943 dans le camp Swift au Texas et subit un entraînement devant la préparer à des assauts amphibies, car il est prévu de la faire combattre sur le front du Pacifique. Toutefois, en raison des lourdes pertes américaines avec la bataille des Ardennes, elle est finalement envoyée en Europe en février 1945 pour participer aux derniers stades de la campagne d'Allemagne, notamment la poche de la Ruhr. Elle contribue aussi à la libération du camp de concentration de Flossenbürg, aux côtés de la 90e division d'infanterie, à la fin du mois d'avril 1945. Elle pénètre ensuite en Tchécoslovaquie, s'emparant de la ville d'Egra. En général, le dernier coup de feu américain lors de la guerre sur le front européen est attribué au soldat Dominic Mozzetta, membre de la division, le soir du 7 mai. Après la capitulation allemande le 8 mai 1945, elle est rapidement transférée vers le front du Pacifique. Après la capitulation japonaise le 2 septembre, elle fait finalement partie des forces chargées de l'occupation du Japon, arrivant à Yokohama le 25 septembre. Elle est démobilisée le 31 mars 1946.

## Commandants
Deux officiers ont dirigé l'unité en 1918 :
- Colonel C. A. Martin (26 septembre 1918 - 19 octobre 1918) ;
- Brigadier général  James R. Lindsay (19 octobre 1918 - 20 novembre 1918).

Trois généraux se sont succédé à la tête de la division lors de la Seconde Guerre mondiale :
- Major General Louis Craig (4 février 1943 - 9 janvier 1944) ;
- Brigadier General Milton B. Haisley (20 janvier 1944 - 24 septembre 1945) ;
- Major General Herman F. Kramer (24 septembre 1945 - 31 mars 1946).

## Liens web
- (en) « La 97e division lors de la Seconde Guerre mondiale » (consulté le 5 mai 2016)
- (en) « Structure de la division » (consulté le 5 mai 2016)